# Адамово (Вольштинський повіт)
Адамово (пол. Adamowo, нім. Adamowo, 1939-45: Langenweiler) — село в Польщі, у гміні Вольштин Вольштинського повіту Великопольського воєводства.
Населення — 970 осіб (2011).
У 1975-1998 роках село належало до Зеленоґурського воєводства.

## Демографія
Демографічна структура станом на 31 березня 2011 року:
|          | Загалом | Допрацездатний вік | Працездатний вік | Постпрацездатний вік |
| -------- | ------- | ------------------ | ---------------- | -------------------- |
| Чоловіки | 501     | 139                | 324              | 38                   |
| Жінки    | 469     | 106                | 287              | 76                   |
| Разом    | 970     | 245                | 611              | 114                  |